# Тоне Троен
Тоне Вилхелмсен Троен (рођена 23. фебруара 1966) је норвешка политичарка из Конзервативне партије која је посланик Стортинга и актуелни председник Стортинга . 
Прво пут је изабрана да представља Акерсхус 2013. године и била је члан Сталног одбора за здравствене услуге и заштиту у свом првом мандату као посланик парламента. Троен је изабрана 2017. године и именована је за члана Изборног одбора и председника Сталног одбора за породична и културна питања .  Након оставке Олемика Томесена на месту председника Стортинга, она је постала кандидат Конзервативне партије који ће га заменити за председника 14. марта 2018. и формално је изабрана за председника Стортинга дан касније. 
Трен је друга жена председница Стортинга, а прва је била Кирсти Коле Грондал из Лабуристичке партије, која је била председница од 1993. до 2001. године. 